# Колотурский, Александр Николаевич
Александр Николаевич Колотурский (11 декабря 1946 года, Пловдив, Болгария) — директор Свердловской государственной академической филармонии. Заслуженный работник культуры Российской Федерации (1995). Лауреат Государственной премии Российской Федерации в области литературы и искусства за 2008 год.

## Биография
В 1969 году с отличием окончил Уральскую государственную консерваторию им. М. П. Мусоргского по классу баяна.
В 1969—77 и 1980—84 годах работал директором музыкального училища в городе Асбесте Свердловской области.
В 1977—80 годах — проректор Уральской государственной консерватории.
В 1977—80 годах — заведующий отделом культуры города Асбеста.
В 1986—89 годах — заместитель начальника управления культуры Свердловской области.
С 1989 года — директор Свердловской государственной академической филармонии.
В 2012 году вошёл в состав Совета при президенте РФ по культуре и искусству.

## Награды и звания
- Заслуженный работник культуры Российской Федерации (10 марта 1995 года) — за заслуги в области культуры и многолетнюю плодотворную работу[3];
- Лауреат общероссийской газеты «Музыкальное обозрение» (Москва) в номинации «Руководитель года» (2002);
- Орден Почёта (31 января 2007 года) — за заслуги в развитии культуры и искусства и многолетнюю плодотворную деятельность[4];
- Лауреат Государственной премии Российской Федерации в области литературы и искусства за 2008 год — за выдающийся вклад в развитие филармонической деятельности (4 июня 2009 года, совместно с главным дирижёром Уральского академического филармонического оркестра Д. И. Лиссом)[1][5];
- Знак отличия «За заслуги перед Свердловской областью» II степени (9 декабря 2016 года) — за выдающиеся достижения в сфере социального развития Свердловской области[6];
- Почётный гражданин Свердловской области (21 апреля 2020 года) — за выдающиеся достижения в культурной сфере жизни общества, способствовавшие укреплению и развитию Свердловской области, росту её авторитета в Российской Федерации и за рубежом[7].